# Dominic Longo
Dominic Longo (né le 23 août 1970 à Hobart en Australie) est un joueur de football international australien, qui évoluait au poste de défenseur.

## Biographie

### Carrière de joueur

#### Carrière en sélection
Avec l'équipe d'Australie, il dispute 13 matchs (pour aucun but inscrit) entre 1993 et 1998. Il figure notamment dans le groupe des sélectionnés lors de la Coupe d'Océanie de 1998.
Il dispute également les Jeux olympiques de 1992 avec la sélection olympique australienne.

## Palmarès
Australie
- Coupe d'Océanie :
  - Finaliste : 1998.